# Municipio de Huehuetán
El municipio de Huehuetán es uno de los 124 municipios que integran al estado mexicano de Chiapas. Su cabecera es la localidad de Huehuetán. El municipio fue establecido como entidad autónoma en 1921.

## Localidades
En el censo de 2020 el municipio de Huehuetán contaba con 96 localidades.
| Código INEGI      | Localidad          | Población (2020) |
| ----------------- | ------------------ | ---------------- |
| 070370001         | Huehuetán          | 8 334            |
| 070370059         | Huehuetán Estación | 6 962            |
| 070370097         | Plan de Ayala      | 2 011            |
| 070370056         | Guadalupe          | 1 665            |
| 070370040         | Chamulapita        | 1 267            |
| 070370115         | San José el Amate  | 1 031            |
| Otras localidades | Otras localidades  | 15 063           |
| Total municipal   | Total municipal    | 36 333           |

## Presidentes municipales
| Presidente municipal                                             | Periodo   |
| ---------------------------------------------------------------- | --------- |
| Margarito Rosario                                                | 1884      |
| Feliciano Guzmán                                                 | 1885      |
| Antonio de Aquino                                                | 1886      |
| Bonifacio Hernández                                              | 1887-1890 |
| Marcelo Díaz                                                     | 1891      |
| Carlos María Nolasco                                             | 1892      |
| Moisés de la Torre - Gabriel Citalán                             | 1893      |
| Miguel Marroquín - Feliciano Guzmán                              | 1894-1896 |
| Feliciano Guzmán                                                 | 1897      |
| Miguel Guzmán                                                    | 1898-1899 |
| Regino Sandoval                                                  | 1900-1901 |
| Arturo C. Vázquez                                                | 1902-1903 |
| Isabel Nolasco                                                   | 1904      |
| Rómulo López                                                     | 1905      |
| Miguel Guzmán                                                    | 1906-1907 |
| Gabriel Citalán                                                  | 1908      |
| Mauro López                                                      | 1909      |
| Raúl Arriaga                                                     | 1910      |
| Francisco S. Martínez                                            | 1911      |
| José Pantaleón Ayar                                              | 1912      |
| Silvestre Flores                                                 | 1913      |
| Antonio Reyes                                                    | 1914      |
| Celestino Reyes Ventura-Moisés M.                                | 1915      |
| Ernesto Uranga-Antonio Reyes-Armando Jiménez                     | 1916      |
| De Lara-Mariano Reyes-Jesús Vera                                 | 1917      |
| Primitivo Moreno                                                 | 1918      |
| Abelino Nazar Grajales                                           | 1922      |
| Primitivo Sánchez                                                | 1924      |
| Félix Marroquín                                                  | 1926      |
| Sebastián Ventura-Lorenzo López-Isabel                           | 1931-1932 |
| Nolasco-Antelmo Domínguez                                        | 1935-1936 |
| orenzo Nicolás Guzmán                                            | 1939-1940 |
| Bartolo Marroquín López                                          | 1941-1942 |
| Nicolás Camilo                                                   | 1943-1944 |
| Lorenzo Nicolás Guzmán                                           | 1945-1946 |
| Romeo Guiris Hidalgo                                             | 1947-1948 |
| Mario Alvarado Tovilla                                           | 1949-1950 |
| Ángel Tovilla Faviel-Pedro Luis Flores-Luis Altamirano de la Paz | 1951-1952 |
| Isaac Figueroa Ángel-Porfirio G. D.                              | 1953-1955 |
| Samuel Aguilar                                                   | 1956-1958 |
| Benjamín Joo Reyes                                               | 1959-1961 |
| Donaciano López Marroquín                                        | 1965-1967 |
| Pedro Guzmán Nicolás                                             | 1968-1970 |
| Óscar Alvarado Cook                                              | 1971-1973 |
| Meliton López Chirino                                            | 1974-1976 |
| Luis Domínguez Yui                                               | 1977-1979 |
| Rosalío Reyes Díaz                                               | 1980-1982 |
| Armando Berzain Reyes Mejía                                      | 1983-1985 |
| José Domingo Marroquín Marroquín                                 | 1986-1988 |
| José Luis González Márquez y Donaciano Lópezn Marroquín          | 1989-1991 |
| Gilberto Aguilar Tavernier y Félix E. Juan González              | 1992-1995 |
| Juan Arciniega Reyes                                             | 1996-1998 |
| José Alfredo Berzian Anchieta                                    | 1999-2001 |
| Elías Díaz Reyes                                                 | 2002-2004 |
| Genaro Cruz Salas                                                | 2005-2007 |